# Adelaïde Ristori
Adelaïde Ristori (Cividale del Friuli, le 29 janvier 1822 – Rome, 9 octobre 1906) était une actrice italienne.

## Biographie
Actrice tragique très célèbre, Adelaïde Ristori a toujours été applaudie par le public. Capable de jouer aussi en français et en anglais, son succès s'est élargi hors des frontières de l'Italie, ce qui explique les éloges de Cavour, qui écrit :« Servez-vous de cette autorité pour le bien de la patrie, et j'applaudirai en vous, non seulement la première artiste de l'Europe, mais le plus efficace coopérateur dans les négociations diplomatiques ».

Adelaïde Ristori participait à des actions de propagande, par exemple dans les théâtres où elle jouait, dans l'Italie encore sous la domination de la dynastie des Habsbourg et des Bourbons. Régulièrement, ses spectacles ont été interrompus par la police, parce que l'actrice, dont les sentiments patriotiques étaient alors notoires, avait crié depuis la scène des slogans en faveur de l'Italie de Victor-Emmanuel II.

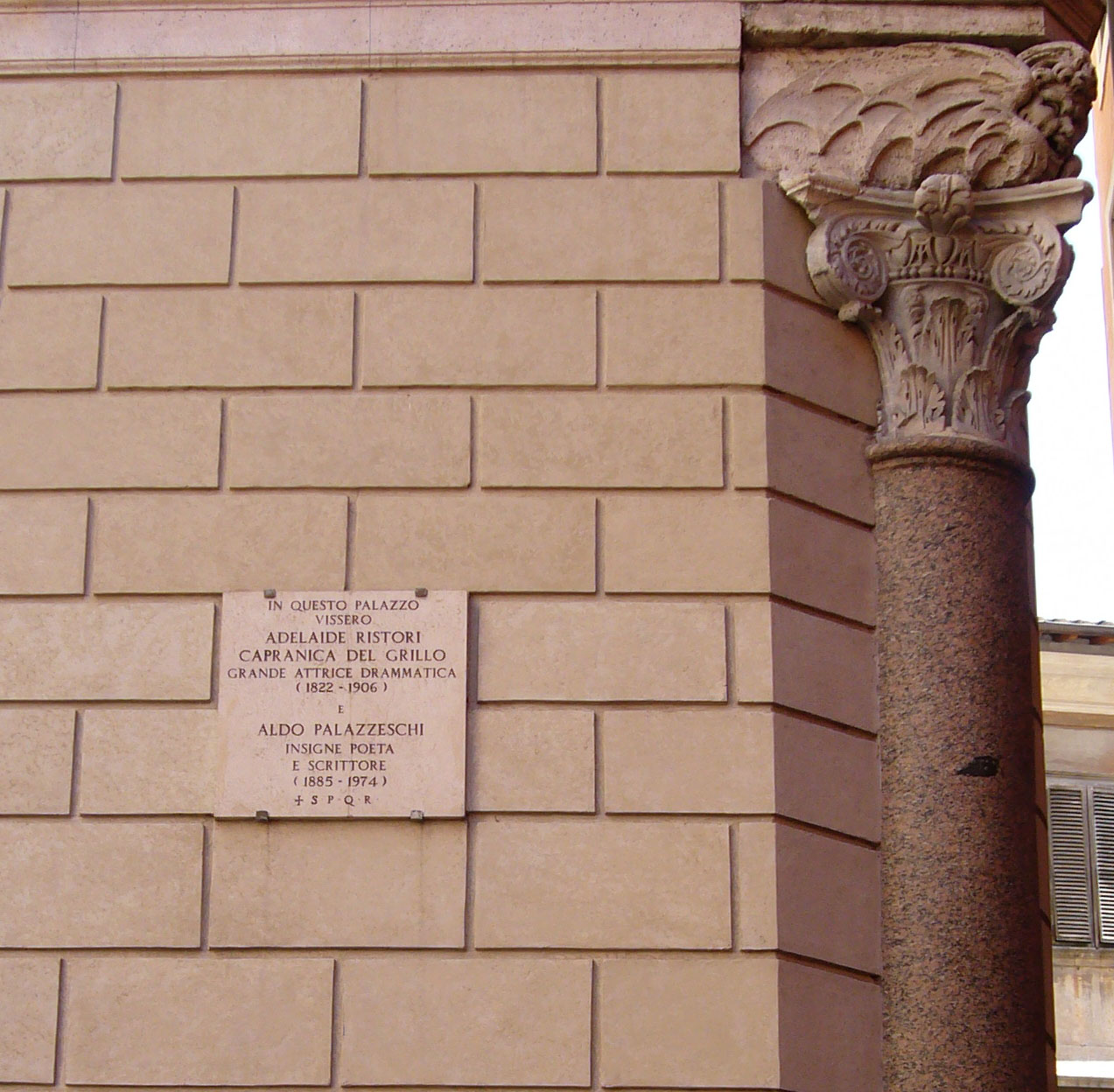
Plaque commémorative de Adelaïde Ristori sur le palais Capranica del Grillo, où elle a vécu, à Rome.

En 1847, elle épouse le marquis Giuliano Capranica del Grillo, avec qui elle aura quatre enfants. Le mariage provoque un scandale, parce que les acteurs et les actrices étaient alors considérés comme des personnes en marge de la bonne société. Devenue très riche, ce qui était rare pour les compagnies de théâtre de l'époque, elle possédait un luxueux wagon personnel avec lequel elle se déplaçait entre Paris, Londres et les États-Unis. Son succès est tel que de nombreuses biographies de l'artiste sont diffusées dans toute l'Europe dès le milieu du siècle, alors qu'elle avait seulement une trentaine d'années. En 1885, elle se retire du théâtre et, plus tard, devenue veuve en 1892, elle se consacre pour le reste de sa vie à l'assistance aux nécessiteux. Elle écrit alors ses Études et Souvenirs. En 1902, à l'occasion de son quatre-vingtième anniversaire, elle reçoit la visite du roi Victor-Emmanuel III, un honneur dont n'avait jamais bénéficié un représentant du monde du spectacle.
Elle meurt à Rome en 1906, à l'âge de 84 ans et est enterrée au Cimetière de Verano à Rome.

### Costumes
La conception de ses vêtements a été confiée à des peintres, et leur réalisation à des ateliers de couture. Nous avons de nombreuses sources concernant les costumes de l'actrice et de nombreuses lettres écrites par ses collègues à des tailleurs ont été conservées. Nombre de ces lettres et de ces vêtements se trouvent au Civico museo biblioteca dell'attore de Gênes.
Adelaïde Ristori apportera un changement dans les habitudes liées aux costumes des acteurs: c'est elle qui s'occupait de leur choix pour les différents acteurs des représentations, c'était elle et non les acteurs qui soignait les détails et prenait en charge les dépenses pour ces costumes. Il était en effet courant à l'époque que les acteurs se chargent de l'achat et de l'entretien de leurs costumes, ce qui représentait pour eux une lourde dépense. Adelaïde Ristori fera du costume une particularité de son activité. Elle consulte les musées, les documents d'archive, elle demande la collaboration des peintres les plus célèbres et achete un grand nombre d'habits sur mesure, chez le couturier le plus célèbre de Paris, Charles Frederick Worth.

### Marie-Antoinette
Le spectacle de Maria Antonietta regina di Francia de Paolo Giacometti débute en première mondiale à New York le 2 octobre 1867. Le public auquel il est destiné ne comprend pas le texte italien ou français, de sorte que l'on décide de le faire reposer sur une esthétique visuelle, et précisément sur les costumes. Après chaque acte, les acteurs changent de costumes. Le plus important laboratoire des théâtres lyriques, celui du Teatro San Carlo de Naples, était responsable des coulisses. Les costumes de Marie-Antoinette ont un tel succès que l'impératrice Eugénie demande de les voir avant qu'on ne les range dans leurs coffres, ce fait est utilisé comme promotion pour le spectacle. Les costumes de cette représentation sont du style XIXe siècle plutôt que rococo.

## Postérité
On a donné le nom de l'actrice au théâtre de Cividale del Friuli et à une rue de Rome, dans le quartier de Parioli, à proximité de la dernière maison dans laquelle elle a vécu avant de mourir. La ville de Bologne lui a aussi dédié une rue dans le quartier de San Donato, et Turin dans le quartier du Parc Royal. Padoue lui a dédié une rue dans un quartier où toutes les rues ont des noms de personnalités du théâtre.
Le 7 février 1856, finie la rénovation du Teatro Valle à Vérone, le nouveau théâtre est inauguré  avec Marie Stuart de Schiller, où Adelaïde Ristori a le premier rôle. Le spectacle a obtenu un tel succès que l'édifice est aujourd'hui connu comme Théâtre Ristori. Laissé à l'abandon au cours de la seconde moitié du XXe siècle, ce théâtre a été à nouveau restauré et rouvert le 14 janvier 2012.

## Sur scène

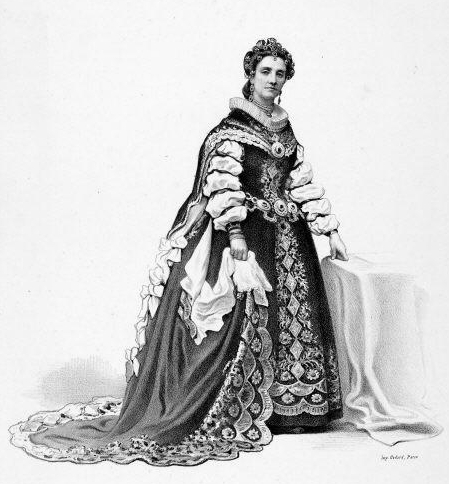
Dans le personnage d'Elisabeth dans Elisabeth reine d'Angleterre de Paolo Giacometti.
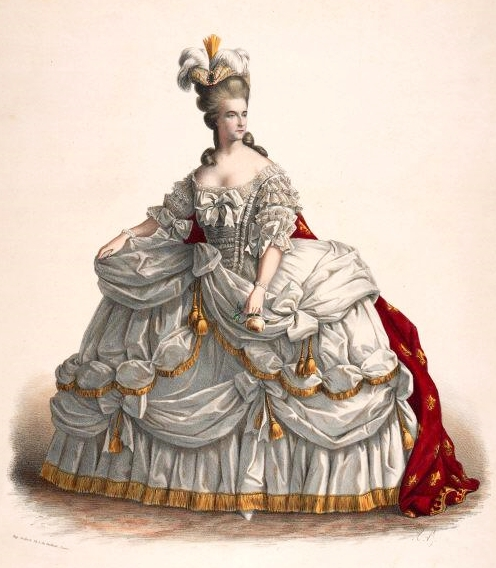
Dans le personnage de Marie-Antoinette dans Marie-Antoinette de Paolo Giacometti.
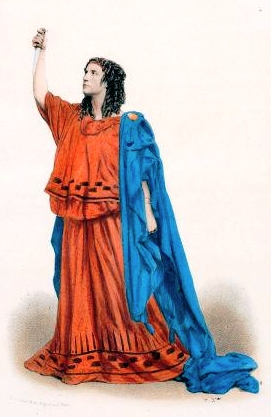
Dans le personnage de Médée dans Médée d'Ernest Legouvé.
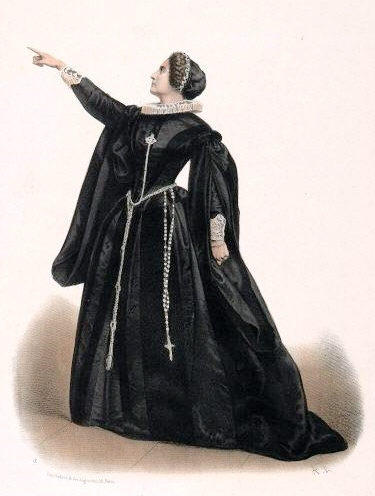
Dans le personnage de Marie Stuart dans  Maria Stuart de Friedrich von Schiller.